# Pinkie Pie
(Pinkie Pie in occasione della sconfitta di Nightmare Moon.)
Pinkamena Diane Pie, o semplicemente Pinkie Pie, è un personaggio principale della serie animata My Little Pony - L'amicizia è magica, doppiata in italiano da Donatella Fanfani e da Andrea Libman nell'edizione originale. Ella rappresenta l'elemento della risata (nell'adattamento italiano della prima stagione, l'elemento della gioia, e in quello del film Equestria Girls, quello della allegria).

## Il personaggio

### Lo sviluppo del personaggio
Pinkie Pie si basa sull'omonimo pony di terza generazione, con la differenza che la criniera e la coda hanno una tonalità di rosa più scura del manto, anziché più chiara; il suo cutie mark sono dei palloncini, come quello di Pinkie Pie G3 e del pony che inizialmente doveva essere Pinkie Pie: un pony pegaso di prima generazione chiamato Surprise. Inizialmente, infatti, Lauren Faust aveva elaborato uno schizzo di Surprise molto simile alla versione attuale di Pinkie Pie, se non per le ali da pegaso e il diverso schema di colori (manto bianco e criniera gialla); tuttavia, poiché Hasbro non possedeva più i diritti dei pony di prima generazione, è stato deciso di lasciare Pinkie Pie un earth pony e di assegnare le ali a Fluttershy.

### Carattere
Pinkie Pie è molto esuberante ed energica, ama i dolci e spesso si esprime e si comporta in modo del tutto imprevedibile. Amante delle feste e del divertimento, tanto da definirsi «la migliore» organizzatrice di party, Pinkie è in grado di improvvisare canzoncine, suonare svariati tipi di strumenti e ideare scherzi e battute da cabaret. Ella è anche solita muoversi a balzelli (accompagnata da un suono di molle), e le sue movenze in generale contengono spesso elementi "da cartone animato": di frequente si sporge nell'inquadratura dall'alto dello schermo, come se fosse sospesa a mezz'aria; il suo corpo si deforma in modo impossibile (ad esempio gonfiandosi o attorcigliandosi), e i suoi occhi si sporgono fuori dalle orbite; in più di un'occasione, Pinkie sbuca fuori in situazioni impensabili, riuscendo a star dietro a chiunque tenti di seminarla, persino a Rainbow Dash.
A questo tipo di comportamento si lega la tendenza di Pinkie a "rompere la quarta parete" frapposta tra i personaggi e gli spettatori: in un'occasione, impedisce alla transizione a iride di fine episodio di chiudersi su di lei per potersi sporgere "verso gli spettatori" e pronunciare una frase rivolta a un "esterno"; al termine di un altro episodio, Pinkie descrive con un breve fraseggio di trombone la situazione disastrosa di Ponyville, rivolgendosi di nuovo verso gli spettatori. In altre occasioni, Pinkie decolla in aria esplodendo come un razzo, rimane sospesa a testa in giù ignorando l'accelerazione di gravità e conta fino a sei sollevando sei zampe. Quando si domanda perché non sia riuscita a farsi amico il nuovo arrivato Cranky, la sua immaginazione viene mostrata con un'animazione in feltro, e in una scena successiva Pinkie addirittura "prende in mano" una delle sagome in feltro per sottolineare una frase. In un episodio addirittura Pinkie crea dei doppioni di sé, uno di questi fa apparire quattro dita su uno zoccolo gonfiando mentre un altro plasma la sua faccia facendola diventare uguale a un pony della prima generazione. In occasione del suo ritorno a Ponyville, Trixie zittisce Pinkie rimuovendole il muso con un "puntatore" e "buttandolo nel cestino", proprio come farebbe un animatore Flash; alla fine dell'episodio, Pinkie interrompe nuovamente i titoli di coda per farsi restituire il muso da Twilight.
Lauren Faust ha incoraggiato i membri dello staff a mantenere questo tipo di gag un'esclusiva di Pinkie.
A causa del suo comportamento bizzarro, Pinkie ha talvolta difficoltà a farsi prendere sul serio, e persino le sue amiche tendono a ignorarla o a dare per scontata la sua inaffidabilità; ciononostante, ella non è un'irresponsabile, e non esita a fare il possibile per proteggere l'amica Fluttershy o ad assumersi l'incarico di babysitter per un giorno.
Il carattere di Pinkie non è sempre stato così gioviale e positivo. Pinkie è cresciuta insieme alle sorelle e ai genitori in una "fattoria di rocce" fuori Ponyville, all'insegna del duro lavoro e dell'austerità; nella sua famiglia «non si parlava» e «non si sorrideva», finché un giorno Pinkie non assisté all'"arco-boom sonico" creato da Rainbow Dash: a partire da quel giorno, Pinkie Pie ha sempre e solo desiderato sorridere e far sorridere gli altri, ed è stato in quell'occasione che ha guadagnato il proprio cutie mark e che la sua criniera, in precedenza liscia, è diventata vaporosa.
Malgrado il suo temperamento vivace e iperattivo, in un'occasione Pinkie cade preda dell'insicurezza in quanto convinta che le altre protagoniste non vogliano più essere sue amiche, essendosi stufate dei suoi party. La sua criniera e la sua coda si "sgonfiano", ed ella viene colpita da una sorta di psicosi che la spinge a sostituire come invitati al party - al posto delle amiche - personaggi fittizi come Rocky (una pila di sassi) e Madame LeFlour (un sacco di farina), che Pinkie stessa impersona e con cui sostiene addirittura una conversazione a proposito della pessima condotta tenuta dalle sue amiche nei suoi confronti. La depressione scompare immediatamente, per lasciar posto all'abituale spensieratezza, solo dopo che Pinkie capisce che le sue amiche la stavano evitando solo per evitare che venisse scoperta la festa a sorpresa che le stavano organizzando.

### Abilità
Pinkie Pie è abile a cucinare dolci come muffin e cupcake, e spesso dà una mano ai coniugi Cake alla pasticceria Sugarcube Corner (che è anche il luogo in cui abita). La sua dote principale, ad ogni modo, è organizzare feste: nata in una famiglia povera e austera, Pinkie ha scoperto la sua inclinazione naturale al divertimento ammirando lo spettacolo di colori provocato dal primo arco-boom sonico generato dalla giovanissima Rainbow Dash, e proprio in occasione del suo primo party ha guadagnato il cutie mark (tre palloncini colorati). Pinkie è anche un'entusiasta cantante, anche se non sempre questa sua dote è apprezzata dagli altri. Ella è anche esperta nel pattinaggio, avendolo praticato fin da piccola.
Pinkie possiede anche una capacità fuori dal comune: riesce a prevedere cose che stanno per accadere in base a reazioni improvvise di parti del suo corpo (ad esempio, se le freme la coda vuol dire che sta per cadere qualcosa, oppure se in sequenza le vibrano le orecchie, le battono gli occhi e le fremono le ginocchia, allora una porta si sta per aprire nelle vicinanze). In originale, questa capacità viene chiamata Pinkie sense.
Una scena dell'ottava stagione suggerisce che in Pinkie sia presente una forma particolare di magia, analoga a quella degli unicorni; infatti, quando l'Albero dell'armonia reintegra le doti magiche degli abitanti di Equestria, che erano state prosciugate ad opera di Cozy Glow, queste vengono viste far ritorno sotto forma di globi luminosi, oltre che negli alicorni e unicorni, soltanto in Pinkie Pie.

## Equestria Girls
Nell'universo di Equestria Girls, Pinkie Pie è una ragazza liceale dalla pelle rosa acceso. È la presidentessa del comitato organizzativo degli eventi scolastici. Suona la batteria e il theremin, e si trasforma in pony quando rallegra le feste con dolci, musica e coriandoli. Nel quarto film Equestria Girls - Legend of Everfree Pinkie ottiene, come le sue amiche, dei poteri magici derivati da una pietra magica rosa, che le dona la capacità di far esplodere gli zuccherini o i confetti.